# Pasturka
Pasturka [pronunciación en polaco: /pasˈturka/] es un pueblo en el distrito administrativo de Gmina Pińczów, dentro del condado de Pińczów, voivodato de Świętokrzyskie, en el centro-sur de Polonia. Se encuentra aproximadamente 5 kilómetros al sureste de Pińczów y 44 kilómetros al sur de la capital regional Kielce. 